# انگس استرثی
اَنگس استرَثی (انگلیسی: Angus Strathie) یک طراح لباس اهل استرالیا است.
وی در سال ۲۰۰۱ میلادی، بابت فیلم مولن روژ!، برندهٔ جایزه اسکار بهترین طراحی لباس شد.

## گزیدهٔ فیلم‌شناسی
- ددپول (۲۰۱۶)
- روزگار آدلین[۲] (۲۰۱۵)
- پری دندان (۲۰۱۰)
- زن گربه‌ای[۳] (۲۰۰۴)
- مولن روژ! (۲۰۰۱)